# Aleksander Kłosiński
Aleksander Kłosiński (ur. 10 lutego 1892 w Kętach, zm. 7 kwietnia 1974 tamże) – mistrz kuśnierstwa, właściciel warsztatu rzemieślniczego, działacz społeczny, zbieracz lokalnych pamiątek, które stały się podstawą zbiorów powołanego w 2003 r. samorządowego Muzeum w Kętach, które nosi jego imię.

## Życiorys

### Młodość i edukacja
Aleksander Kłosiński urodził się w rodzinie o tradycjach rzemieślniczych. Dziadek Jan Kłosiński był jednym z ostatnich mistrzów sukienników oraz lokalnym działaczem samorządowym. Ojciec, również Jan Kłosiński, był mistrzem kuśnierskim, właścicielem własnego warsztatu. Aleksander, jego drugi syn został wybrany na następcę ojca w warsztacie i temu został podporządkowany jego kierunek nauki.
Po ukończeniu szkoły ludowej Aleksander rozpoczął naukę w 3-letniej bialskiej szkole wydziałowej z zamiarem kontynuowania jej potem w szkole przemysłowej w Bielsku. Zdecydował jednak wbrew woli ojca podjąć od 1907 r. naukę w nowo utworzonym kęckim seminarium nauczycielskim. W trakcie nauki Aleksander udzielał się w Związku Młodzieży Kształcącej, występował w orkiestrze szkolnej, był członkiem ochotniczej studenckiej straży pożarnej, wydawał szkolną gazetkę „Świt”. występował w amatorskim zespole teatralnym i pomagał ojcu w zakładzie.
W 1911 Aleksander Kłosiński zdał maturę co dawało prawo wykonywania zawodu nauczyciela. Przez rok uczył w Mariańskich Górach koło Bogumina w tej samej szkole co Gustaw Morcinek. Równolegle z maturą zdał też egzamin czeladniczy z zakresu kuśnierstwa oraz ukończył dwumiesięczny staż w Wyższej Szkole Przemysłowej w Wiedniu.

### Lata późniejsze
W 1913 roku został powołany do wojska austriackiego. Przebywał w nim do końca I wojny światowej, uczestnicząc w walkach na wszystkich austriackich frontach. Po powrocie w 1918 roku, pracował w warsztacie kuśnierskim ojca, a w chwilach wolnych pracował społecznie w kilku organizacjach był m.in. członkiem Ochotniczej Straży Pożarnej, Związku Pszczelarskiego, Koła Łowieckiego, Koła Wędkarskiego.
W okresie międzywojennym nadal prowadził odziedziczony po ojcu warsztat kuśnierski. W czasie II wojny światowej warsztat został przez Niemców zlikwidowany, a maszyny i urządzenia wywiezione. Prowadzona przez okupanta akcja wysiedleńcza ludności polskiej objęła również rodzinę Kłosińskich. Aleksander zamieszkał wówczas i pracował w Andrychowie, później w Porąbce. Po II wojnie światowej wrócił do Kęt i podjął pracę w PSS „Społem”, będąc równocześnie jednym z członków założycieli tej spółdzielni.
Działał w wielu organizacjach społecznych, a także w komitecie wmurowania tablicy pamiątkowej ku czci pomordowanych kęczan w czasie II wojny światowej oraz w komitecie budowy zniszczonego przez okupanta pomnika Jana Kantego.

## Działalność muzealnicza i artystyczna
Aleksander Kłosiński zaczął po II wojnie światowej gromadzić pamiątki związane z lokalnym rzemiosłem, stare przedmioty codziennego użytku, militaria, dokumenty, zdjęcia związane z historią i kulturą regionu. W swoich zbiorach pragnął ukazać historię miasta i przeobrażenia, jakie się w Kętach dokonały, poświęcając uwagę zwłaszcza temu, co było mu najbliższe – przeszłości rzemiosła kęckiego, starym dokumentom cechowym, sprzętom i warsztatom tkackim. Stworzył w ten sposób zalążki przyszłego muzeum.
Po jego śmierci zgromadzone zbiory rodzina przekazała miastu, które na ich bazie powołało w 1977 roku do życia placówkę o nazwie: Zbiory Historyczne Miasta Kęty, przekształconą w roku 1981 na muzeum, któremu w 1994 r. nadano imię Aleksandra Kłosińskiego. W 2003 r. Rada Miejska Gminy Kęty powołała do życia samorządową instytucję kultury – Muzeum im. Aleksandra Kłosińskiego w Kętach.
Ofiarodawca otrzymał przyznaną przez Ministerstwo Kultury i Sztuki złotą odznakę: „Za ochronę zabytków”, która stanowi pośmiertny hołd dla jego pracy kolekcjonerskiej.

## Inne
Aleksander Kłosiński w wolnych chwilach zajmował się też malarstwem i rzeźbą.